# Musella lasiocarpa
Lotus d'or, Muselle
Genre
Espèce
Statut de conservation UICN

 EN  : En danger
Musella lasiocarpa, le Lotus d'or ou la Muselle, est une espèce de plante à fleur de la famille des Musacées et unique représentante du genre Musella. Originaire du sud-ouest de la Chine, ce petit bananier est une espèce en danger d'extinction utilisée par les populations locales comme plante médicinale et alimentaire ainsi que pour la fabrication de cordes. Il est commercialisé à l'international comme arbre d'ornement.

## Description

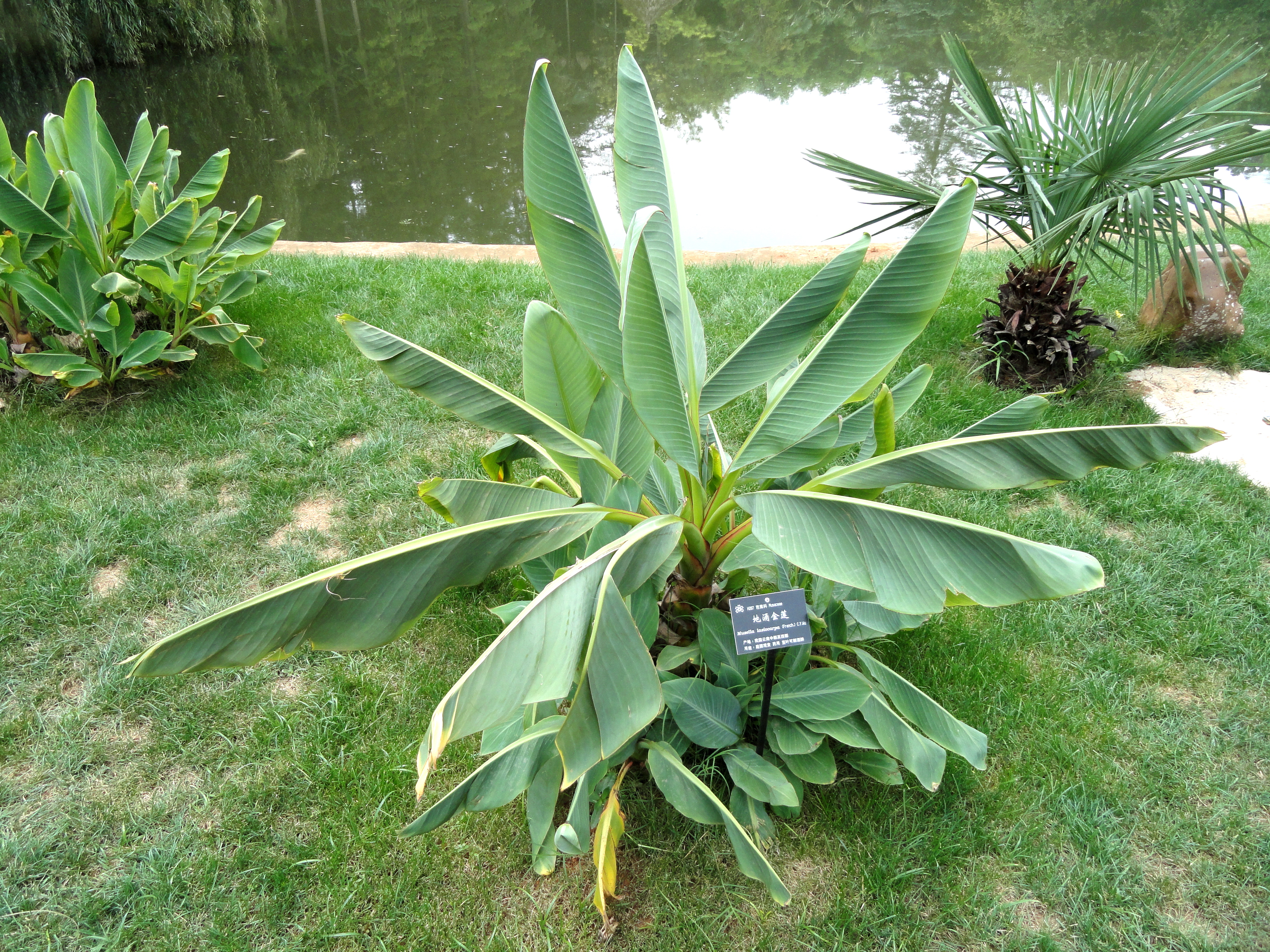
Appareil végétatif.

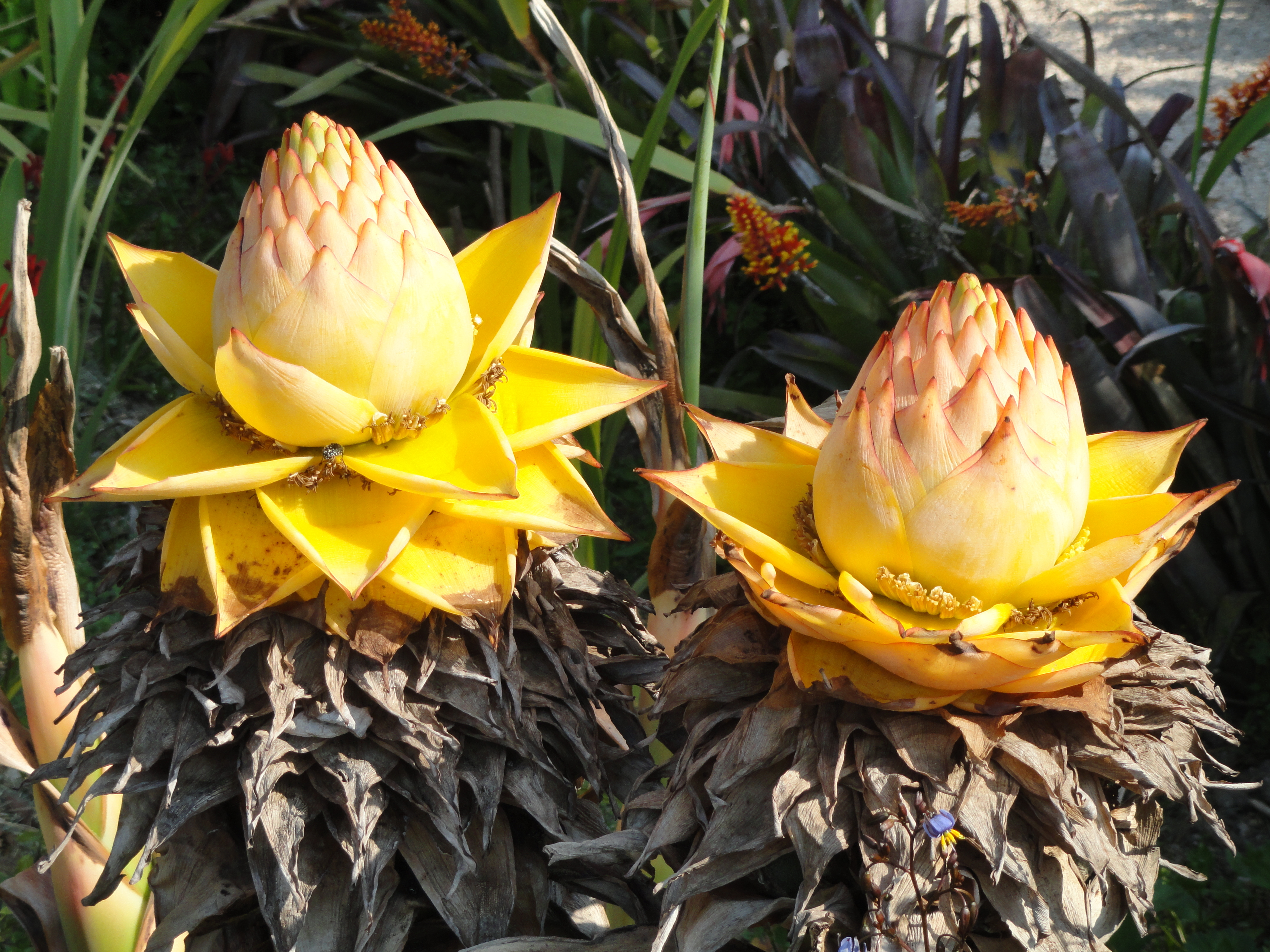
Inflorescences.

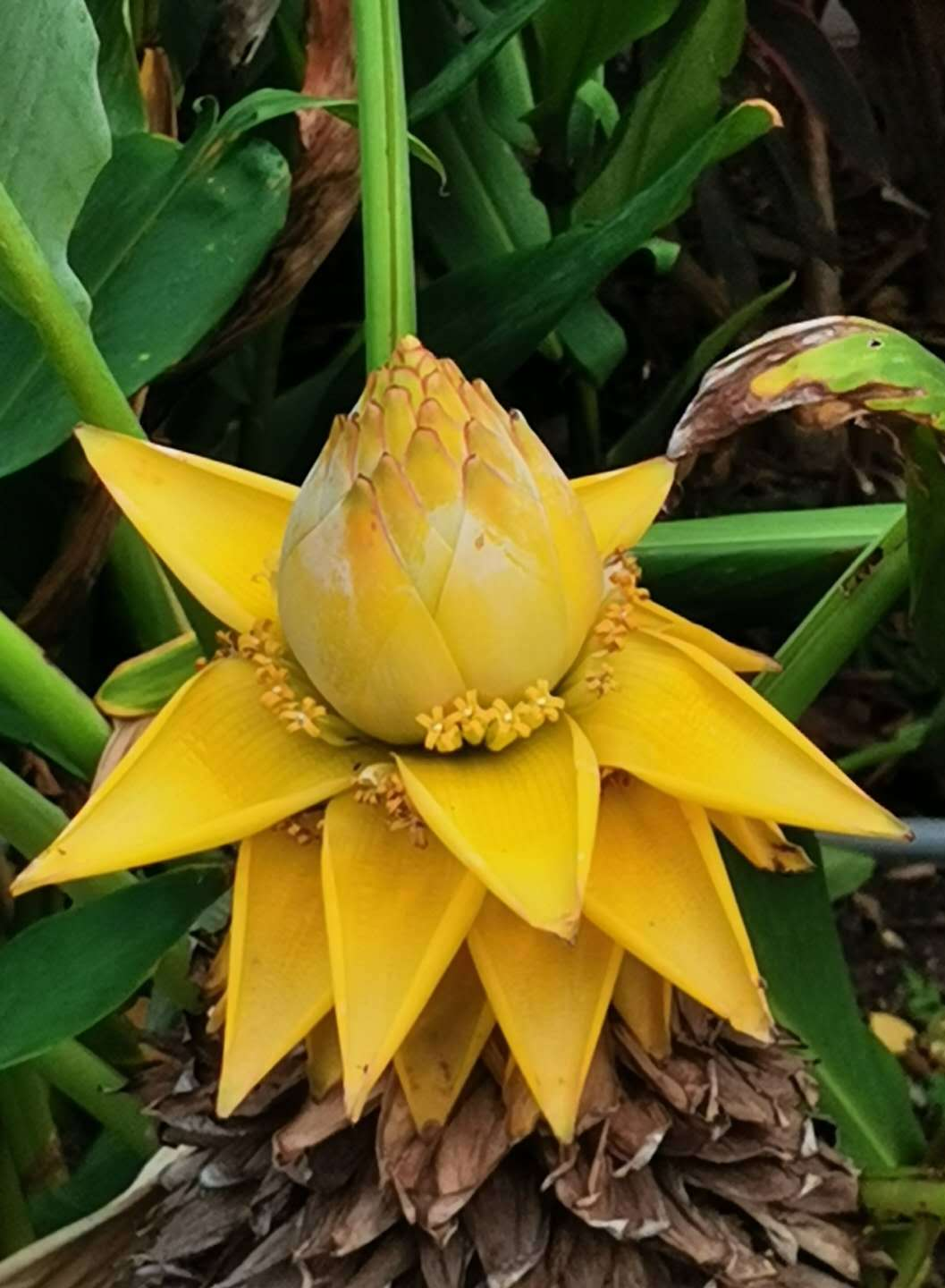
Inflorescence.

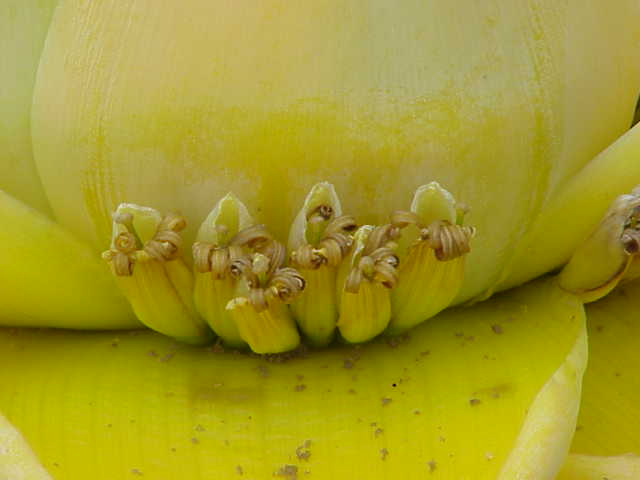
Fleurs.

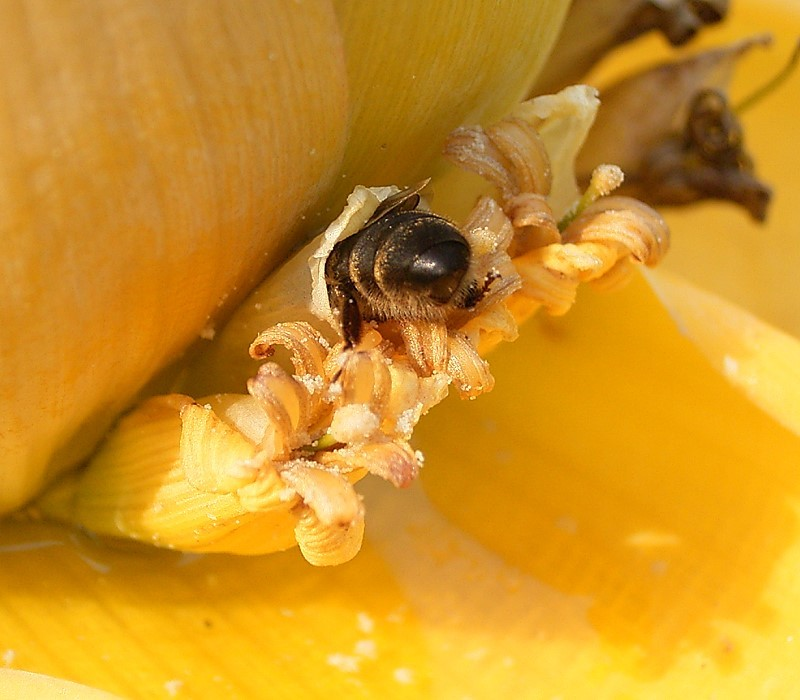
Pollinisation.

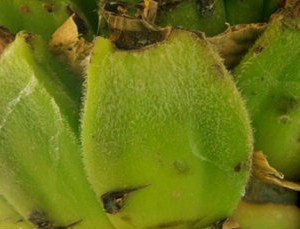
Fruits.

Musella lasiocarpa est une plante de petite taille. La pseudo-tige, constituée des gaines des feuilles, mesure entre 30 et80 cm de haut, maximum 1 m ou 1,2 m. Les feuilles sont glauques, étroitement elliptiques, à apex pointu.
L'inflorescence se développe principalement au sommet de la tige plus rarement de manière latérale, les bractées florales, de couleur jaune, orange ou rougeâtre, se maintiennent pendant plusieurs mois, donnant à l'ensemble l'apparence d'une fleur de lotus. La plante est monoïque, ce qui signifie qu'elle présente sur chaque pied des fleurs femelles distinctes des fleurs mâles. Les fleurs sont pollinisées par des insectes, notamment des bourdons, abeilles et guêpes. Les fruits sont de toute petite taille (jusqu'à 3 cm), ovoïdes à trigones, non charnus et pubescents. Elle se reproduit aussi végétativement par ses rhizomes.

## Confusions possibles
L'espèce se distingue du genre Ensete par son caractère vivace, sa pseudo-tige pas ou très faiblement renflée à la base et ses bractées colorées (et non vertes). Elle se différencie des bananiers, par sa pseudo-tige de moins de 60 cm, son inflorescence conique et dense, et ses bractées persistantes.

## Taxonomie

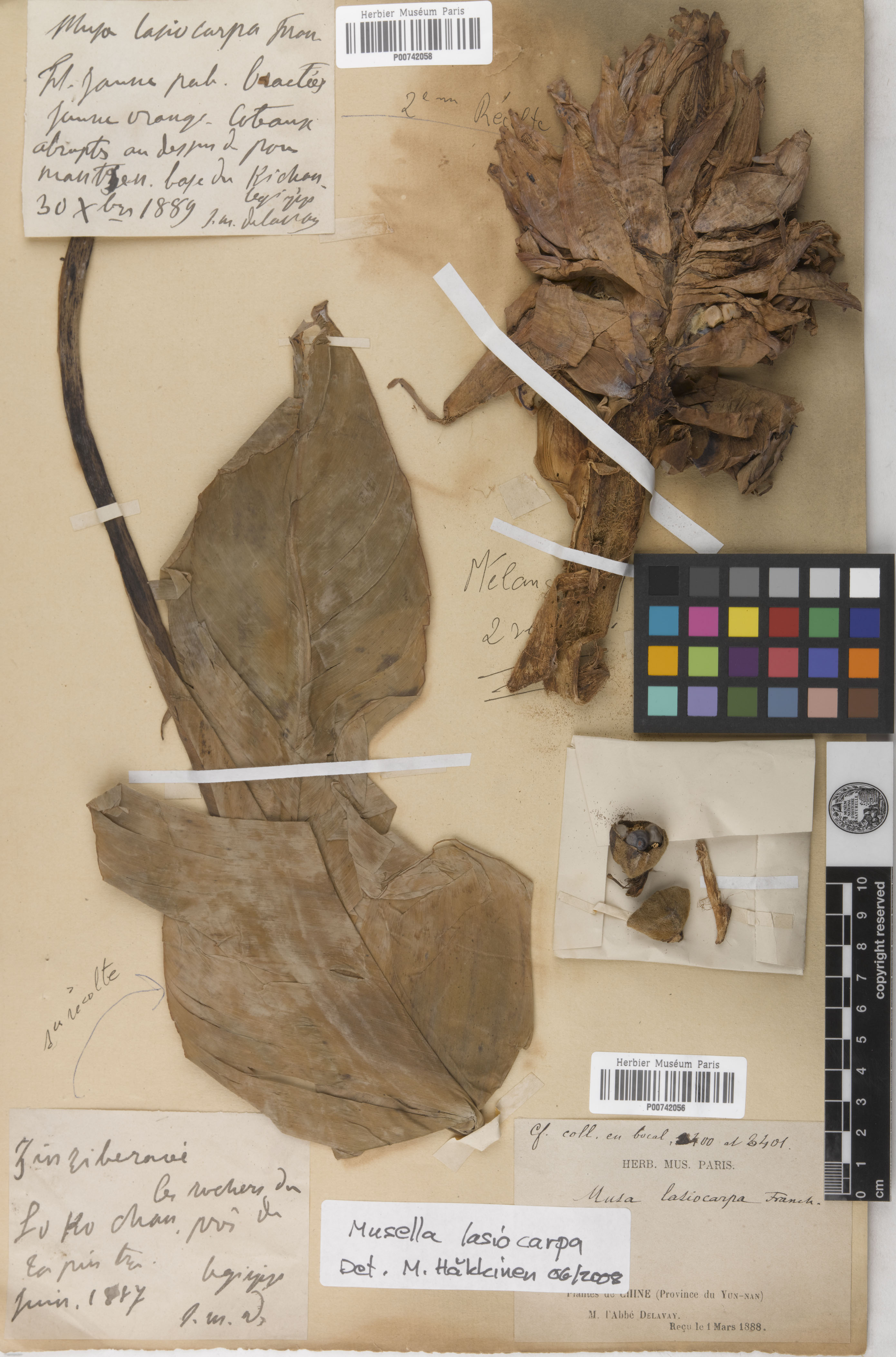
Syntype de l'espèce conservé à Paris.

L'espèce est décrite pour la première fois en 1889 par le botaniste systématicien Adrien René Franchet qui la place dans le genre Musa, les Bananiers, tout en créant la section Musella spécialement pour elle. En 1947, Thomas Frederic Cheeseman considère la section Musella de Franchet comme relevant du genre Ensete,.
Ce n'est qu'en 1978 que C.Y. Wu reconnaît Musella comme un genre à part entière. En 2002 puis 2004 R.V. Valmayor et D.D. Lê proposent une autre espèce de Musella, Musella splendida, qui est considérée comme synonyme d'Ensete lasiocarpum en 2008. Par conséquent, Musella lasiocarpa est l'unique espèce du genre Musella qui est considéré comme monotypique,.
Une variété à bractées orange-rougeâtre à rouges (var. rubribracteata) est décrite en 2011. Elle se distingue de la variété type par la couleur de ses bractées mais aussi par la couleur également rouge de la face inférieure de son pétiole et de sa nervure centrale.

### Synonymie
D'après Plants of the World Online :
- Ensete lasiocarpum (Franch.) Cheesman
- Musa lasiocarpa Franch. (basionyme)
- Musella lasiocarpa var. rubribracteata Zheng H.Li & H.Ma
- Musella splendida R.V.Valmayor & D.D.Lê
- Musa splendida Chevalier

### Étymologie
L'épithète spécifique lasiocarpa peut être décomposé sur la base des étymons grecs anciens : λάσιος, (lásios) : « velu, laineux » et καρπός, (karpós) : « fruit », décliné au féminin en accord avec le nom générique Musella. En effet, le fruit (de très petite taille) est pubescent.

### Noms français
Ce taxon porte en français le nom vernaculaire et normalisé Lotus d'or. Le nom Muselle est également utilisé par André Lassoudière en 2010.

### Noms dans d'autres langues
En anglais, l'espèce est nommée Golden lotus banana (« bananier lotus doré ») et Chinese dwarf banana (« bananier chinois nain »). En chinois (pinyin), elle est nommée 地涌金莲 (di yong jin lian : « lotus doré s'élevant du sol »). Le nom "Bananier des rochers" est donné comme la traduction du nom chinois de l'espèce cité par Franchet : « ngay tsiao »,.

## Écologie

### Origine et distribution
La plante est originaire du sud-ouest de la Chine (sud de la province du Guizhou, centre et ouest de la province du Yunnan), entre 1500 et 2500 m d'altitude. Elle est ou aurait également été présente au Viet-Nam,, néanmoins l'évaluation de 2022 par l'UICN ne signale des populations sauvages plus que dans le nord du Yunnan (entre Lijiang et Kunming). Elle peut donc être considérée comme endémique du sud-ouest de la Chine.

### Habitat
Le Lotus d'or croît dans l'écorégion des Forêts sempervirentes subtropicales du plateau du Yunnan, qui sont des forêts d'arbres à feuilles persistantes, avec notamment des espèces appartenant aux familles des Fagacées, Théacées et des Lauracées (les plus dominantes), mais aussi aux Anacardiacées, Euphorbiacées, Rubiacées, Oléacées, Betulacées, Symplococacées, Aquifoliacées, Magnoliacées et Berbéridacées.
Malgré l'adjectif « subtropical » utilisé pour décrire l'écorégion (laquelle n'est pertinente qu'à large échelle), l'évaluation de l'UICN précise que cette plante croît dans des milieux montagneux plutôt secs et froids, parfois même en situation de falaises.

### Impacts humains sur les populations sauvages
Un temps pensée disparue à l'état sauvage, un petit nombre de populations est (re)découvert entre 2004 et 2019 dans le nord du Yunnan.
En conduisant à la destruction de ses habitats naturels, l'agriculture est le principal facteur de risque pour l'espèce. Ainsi, le maintien de la plante dans les agroécosystèmes ne dépend plus d'un équilibre naturel mais seulement du bon vouloir et d'une priorisation d'intérêts de la part des populations humaines qui gèrent ces espaces.

## Usages et aspects culturels

### Usages médicinaux
Les fleurs fraîches et les bractées sont utilisées en emplâtre comme hémostatique (pour stopper les saignements) et comme anti-inflammatoire. L'inflorescence (fleurs, bractée et bourgeon apical) est utilisée en infusion contre les irritations de l'estomac, la constipation et les « maladies féminines ». La sève est utilisée en interne comme anti-poison (contre l'Aconit) et pour apaiser la gueule de bois.

### Alimentation
La partie interne de la pseudo-tige est comestible après épluchage des gaines foliaires. Elle peut-être bouillie ou mise en pickles dans du vinaigre. La pseudo-tige peut être coupée en tranches et séchée pour la conservation. Elle contient, tout comme les rhizomes, de l'amidon et peut être utilisée pour la confection de vin, mais cet usage est rare.

### Élevage
La plante est utilisée comme fourrage pour les porcs.

### Technologie
Les fibres de la nervure centrale des feuilles sont utilisées pour tresser des cordes, des ceintures et pour confectionner des chaises.

### Plante ornementale
Appréciée comme arbre d'ornement,, elle est commercialisée et donc potentiellement présente un peu partout dans le monde.

### Aspects religieux
Du fait de la ressemblance de la fleur au lotus et de sa longue durée de floraison, la plante serait sacrée pour les moines bouddhistes de la région du Yunnan ainsi que pour les ethnies Dai et Bulang.